# Claudia Fernández Sánchez
Claudia Fernández Sánchez (Madrid, 28 de febrero de 2006), conocida como Claudia Fernández, es una jugadora profesional de pádel española. Actualmente ocupa la 3.ª posición del ranking FIP y a partir de 2025 jugará en el drive junto a Beatriz González.

## Trayectoria deportiva

#### 2022
En 2022 jugó los primeros torneos junto a Araceli Martínez, empezando desde la fase previa consiguiendo buenos resultados para escalar en el ranking. Tras el Open de Alicante se separaron y Claudia empezó a jugar con Julieta Bidahorria. Juntas lograron clasificar varias veces a cuadro final, siendo una de las mejores parejas de previa, hasta que en el Master de Marbella empezaron directamente en cuadro final por primera vez. No tardaron el colarse entre las veinte mejores parejas, y acabaron el año como pareja 18.

#### 2023
En 2023 siguieron juntas, y tras una buena primera mitad de temporada se afianzaron entre las 15 mejores. Tras el Open de Valencia se separaron debido a una lesión de Julieta, que no volvió a jugar en todo el año. En dicho torneo, llegaron a cuartos de final eliminando en octavos a Bea y Delfi, la pareja 3. En el resto de temporada Claudia jugó junto a Victoria Iglesias, siendo la décima mejor pareja del ranking hasta final del año.
De cara al mundial de menores hubo una polémica en la Federación Española de Pádel que afectó a Claudia. Ella estaba entre las convocadas del que, por edad, sería su último mundial de menores, y había una concentración programada para el 29 de septiembre en Madrid. El problema es que Claudia se clasificó para jugar ese mismo dia los cuartos de final del torneo de WPT que se estaba jugando esa semana, el Open de Alemania, por lo que a diferencia de los otros convocados que también disputaban el torneo (pero no llegaron tan lejos), no compareció a la concentración. Por este motivo, la Federación decidió desconvocar a Claudia de manera irrevocable, lo cual generó bastante revuelo en las redes sociales y el mundo del pádel.
Lograron una gran victoria en su último torneo juntas, el Mexico Open, venciendo en octavos a la segunda mejor pareja en tres sets. Claudia acabó así la época de WPT, en la 20.ª posición del ranking individual.

#### 2024
En 2024 formó pareja con Lorena Rufo, pero solo duraron un torneo, ya que justo después se le presentó a Claudia la mayor oportunidad de su carrera con tan solo 17 años: jugar con Gemma Triay, quien se acababa de separar de Marta Ortega. De esta forma, Claudia pasó de estar fuera de las 10 primeras parejas a ser parte de la tercera mejor, con una jugadora tres veces número 1 del mundo, para luchar para llegar a finales. De forma inmediata Claudia demostró estar preparada para ello, ya que justo en el siguiente torneo llegaron a la final, la primera de su carrera, en la que perdieron por 6-3 y 6-1 contra Ari y Paula, las número 1. Claudia y Gemma mostraron un muy buen nivel en sus primeros torneos juntas. A pesar de tener que retirarse en semis del P2 de Puerto Cabello por indisposición de Claudia, volvieron a llegar a una final en el siguiente torneo, el P2 de Bruselas, la cual también perdieron, esta vez contra Bea y Delfi, la pareja 2, por doble 6-4,pero habiendo vencido a las número 1 en semis. En el siguiente torneo cayeron en semis contra las número 1, pero en el siguiente se tomaron la revancha, en el P2 de Asunción, ganando por 7-5, 4-6 y 6-4 para acceder a su tercera final, la cual perdieron de nuevo ante Bea y Delf, esta vez por 6-3 y 7-5. En el P1 de Mar de Plata perdieron en semifinales ante las mismas rivales, en un partido de casi tres horas y media.
Sin embargo, en el P1 de Chile llegaría su primer título como profesional. Tras vencer en semis a las número 1 por tercera vez en el año, se clasificaron a su cuarta final, esta vez contra Patty Llaguno y Lucía Sainz, la cual terminaron ganando por 6-1 y 6-4, convirtiéndose Claudia de la jugadora más joven de la historia en ganar un título, con 18 años y 3 meses. Con los puntos obtenidos en el torneo, entró en el top 10 del ranking.

## Equipamiento e indumentaria
Claudia fichó por Bullpadel en enero de 2021, como parte del proyecto nextgen de la marca. Su pala para la temporada 2024 es la Ionic Light 24.

## Palmarés

### Premier Padel

#### Títulos
| N.º | Torneo        | Año  | Pareja      | Oponentes en la final          | Resultado           |
| --- | ------------- | ---- | ----------- | ------------------------------ | ------------------- |
| 1   | Santiago P1   | 2024 | Gemma Triay | Lucía Sainz Patty Llaguno      | 6-1 / 6-4           |
| 2   | Bordeaux P2   | 2024 | Gemma Triay | Marta Ortega Verónica Virseda  | 7-5 / 7-5           |
| 3   | Madrid P1     | 2024 | Gemma Triay | Bea González * Delfina Brea    | 6-2 / 2-1 (*ret.)   |
| 4   | Valladolid P2 | 2024 | Gemma Triay | Ariana Sánchez Paula Josemaría | 6-3 / 6-2           |
| 5   | Mexico Major  | 2024 | Gemma Triay | Sofia Araujo Marta Ortega      | 6-7(5) / 6-1 / 6-4  |
| 6   | Milán P1      | 2024 | Gemma Triay | Delfina Brea Bea González *    | 6-7(5) / 5-2 (*ret) |

#### Finales
| N.º | Torneo              | Año  | Pareja      | Oponentes en la final          | Resultado    |
| --- | ------------------- | ---- | ----------- | ------------------------------ | ------------ |
| 1   | Qatar Major         | 2024 | Gemma Triay | Ariana Sánchez Paula Josemaría | 3-6 / 1-6    |
| 2   | Brussels P2         | 2024 | Gemma Triay | Bea González Delfina Brea      | 4-6 / 4-6    |
| 3   | Asunción P2         | 2024 | Gemma Triay | Bea González Delfina Brea      | 3-6 / 5-7    |
| 4   | Rotterdam P1        | 2024 | Gemma Triay | Ariana Sánchez Paula Josemaría | 4-6 / 4-6    |
| 5   | Kuwait P1           | 2024 | Gemma Triay | Ariana Sánchez Paula Josemaría | 5-7 / 6-7(1) |
| 6   | Barcelona PP Finals | 2024 | Gemma Triay | Ariana Sánchez Paula Josemaría | 3-6 / 3-6    |